# Xylorhiza cognata
Xylorhiza cognata là một loài thực vật có hoa trong họ Cúc. Loài này được (H.M.Hall) T.J.Watson miêu tả khoa học đầu tiên năm 1977.